# Leopold von Apfaltern
Leopold von Apfaltern (também Leopold Apfaltrer von Apfaltern; Carníola, 15 de outubro de 1731 – Győr, 9 de dezembro de 1804) foi um jesuíta e matemático.

## Vida
Leopold von Apfaltern descende da família do barão Apfaltern, filho de Ignaz von Apfaltern e de sua mulher Josepha von Gussich. Sua formação iniciou em Laibach. Em 1746, aos 16 anos, ingressou na orde jesuíta. Depois de anos de iniciação estudou retórica em Leoben. Passou mais três anos em Graz e depois continuou estudando em Laibach. Alguns anos depois voltou para Graz, onde lidou com matemática. Em Trnava aprendeu as línguas grega e hebraica, depois foi para Passau e depois para Gorizia e finalmente de volta para Graz, onde estudou teologia por quatro anos e recebeu o grau de bacharel em teologia. Em seu tempo livre dedicava-se à matemática.
Sua ordenação ocorreu em 1761 e fez a quarta profissão religiosa em 2 de fevereiro de 1765. A partir de 1765 trabalhou como professor de matemática em um ginásio em Klagenfurt. A partir de 1780 foi cônego de Győr, onde morreu em 1804 com 73 anos.

## Obras
- Ueber das ächte Verhältniß der Wiesen zu den Aeckern in Kärnten (Klagenfurt 1768)
- Vergleichungstafeln altkärntnerischer Masse und ihrer Preise mit den neu österreichischen und ihrer Preise
- Dissertatio de motu Rhombi conici (Klagenfurt 1772)
- Abhandlung von dem Drucke der Gewölber auf ihre Seitenmauer (Viena 1782, Online)